# روور پی۴

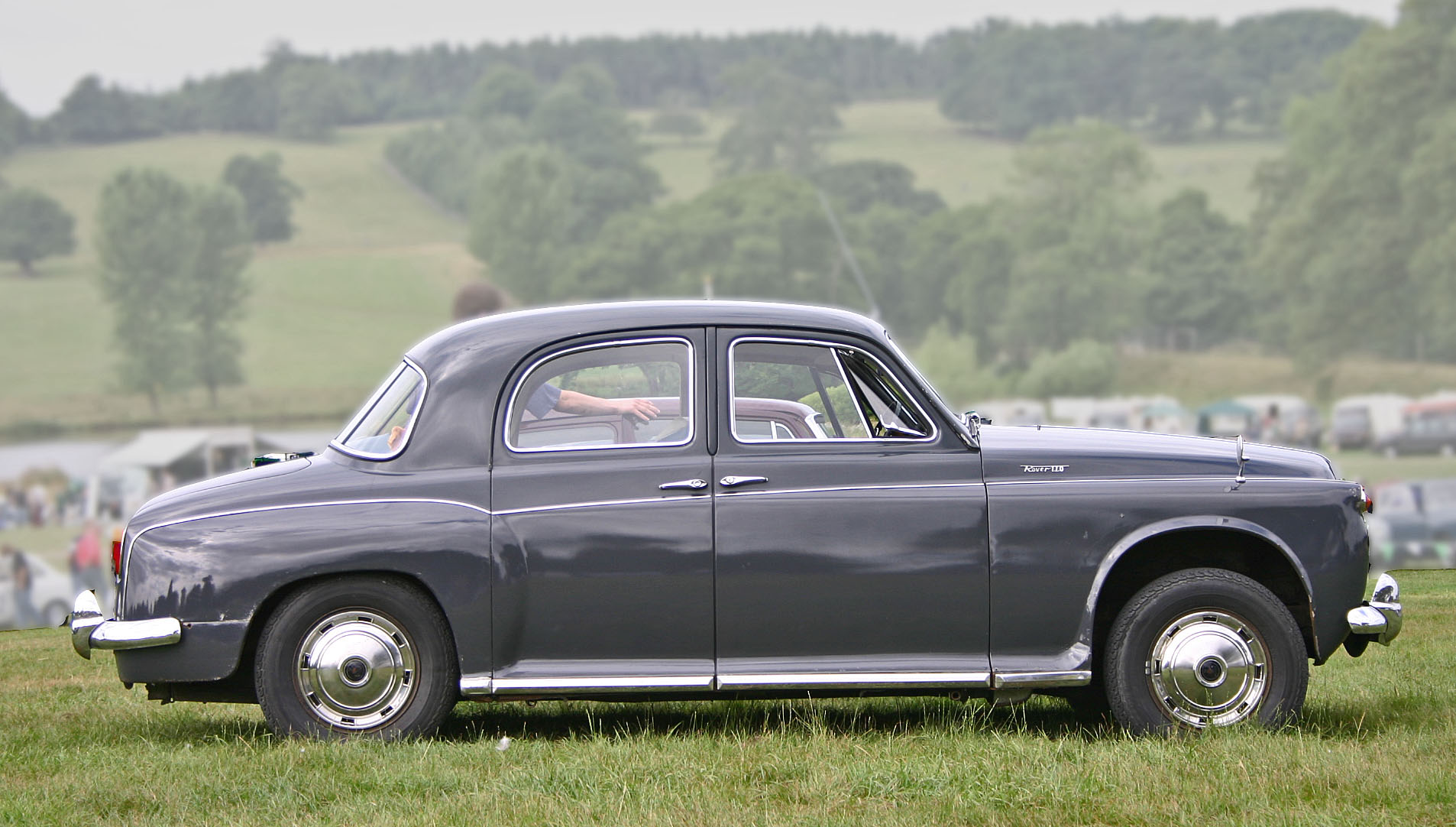

روور پی۴ (Rover P۴) خودرویی است در کلاس خودرو سایز متوسط و طراحی آن خودروهای موتور جلو-محور عقب بوده است.
۱۳۰،۳۱۲ شماره از این خودرو در سال‌های ۱۹۴۹ - ۱۹۶۴ تولید شد.

## نگارخانه

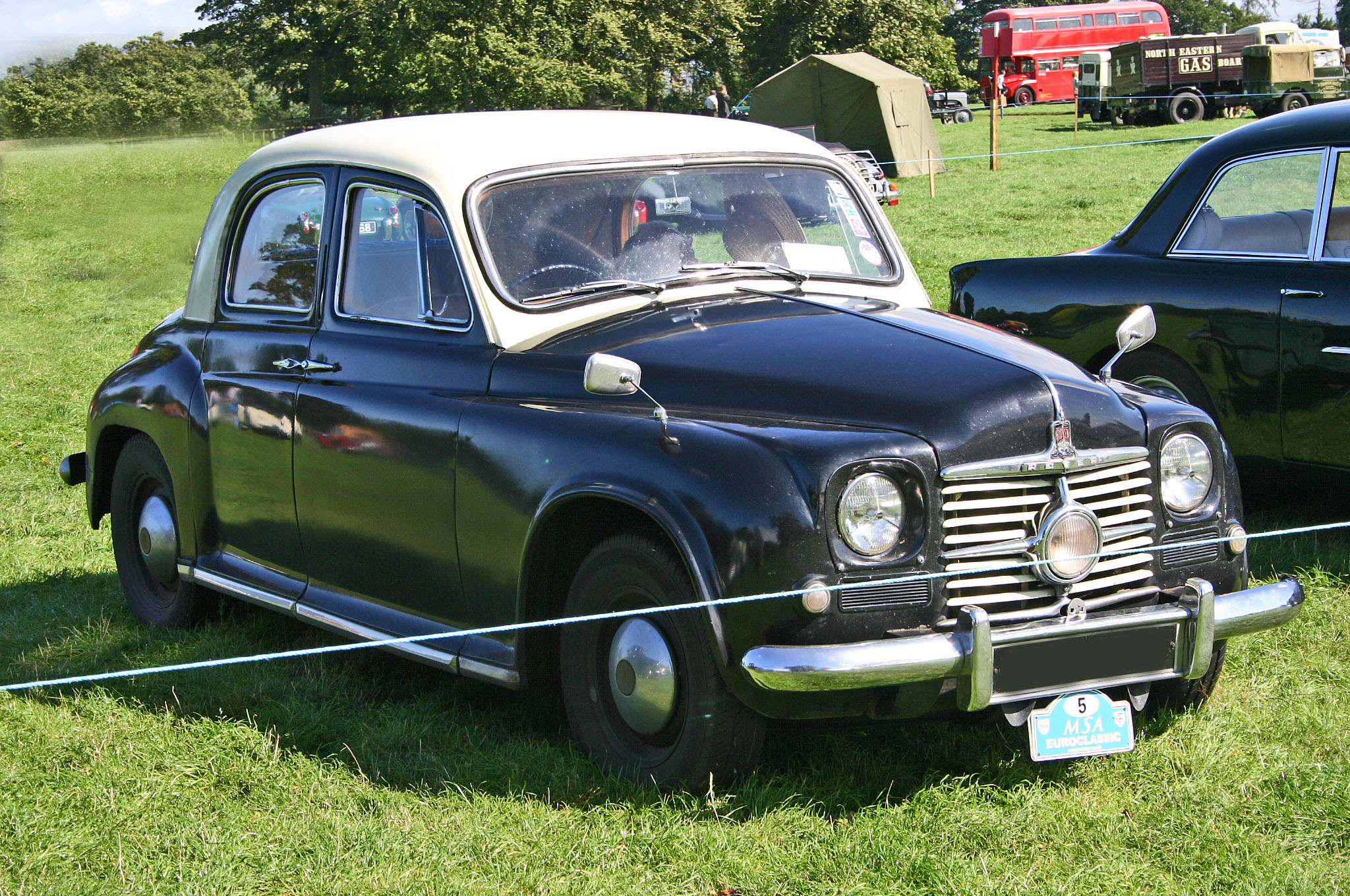
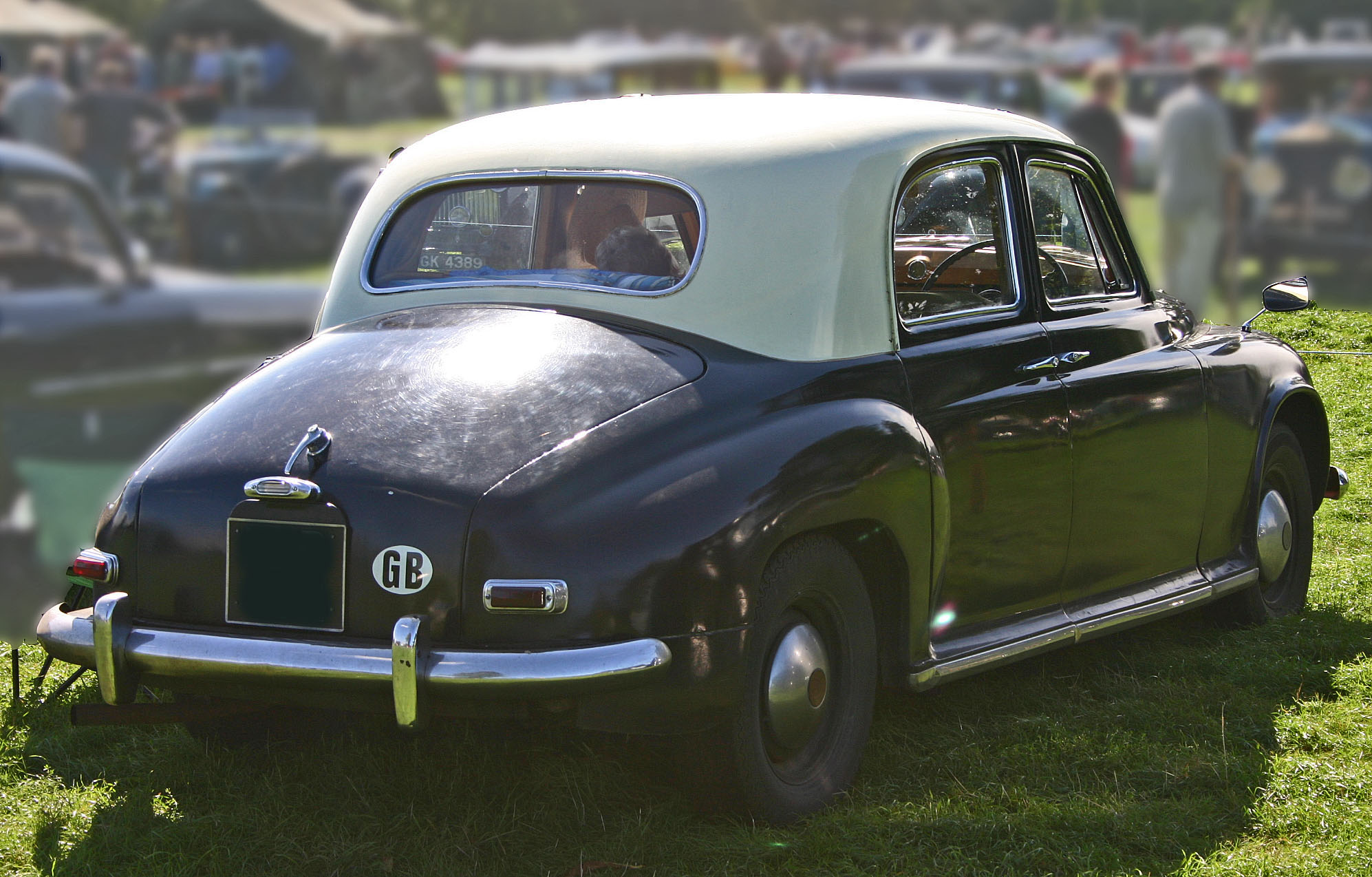
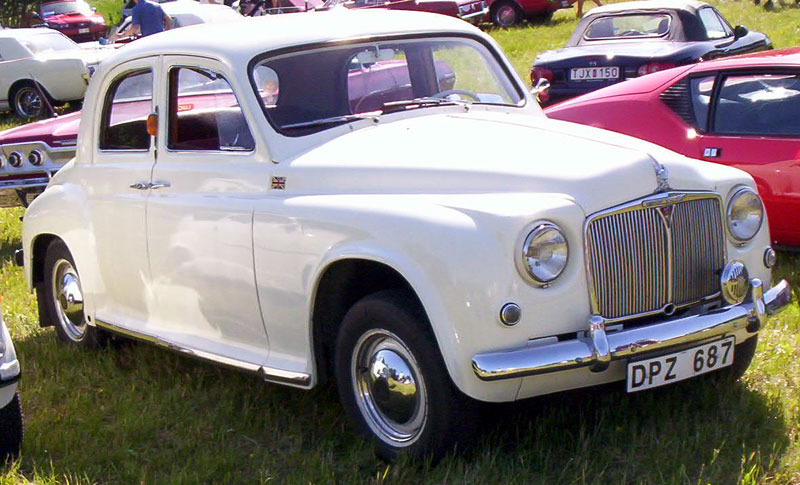
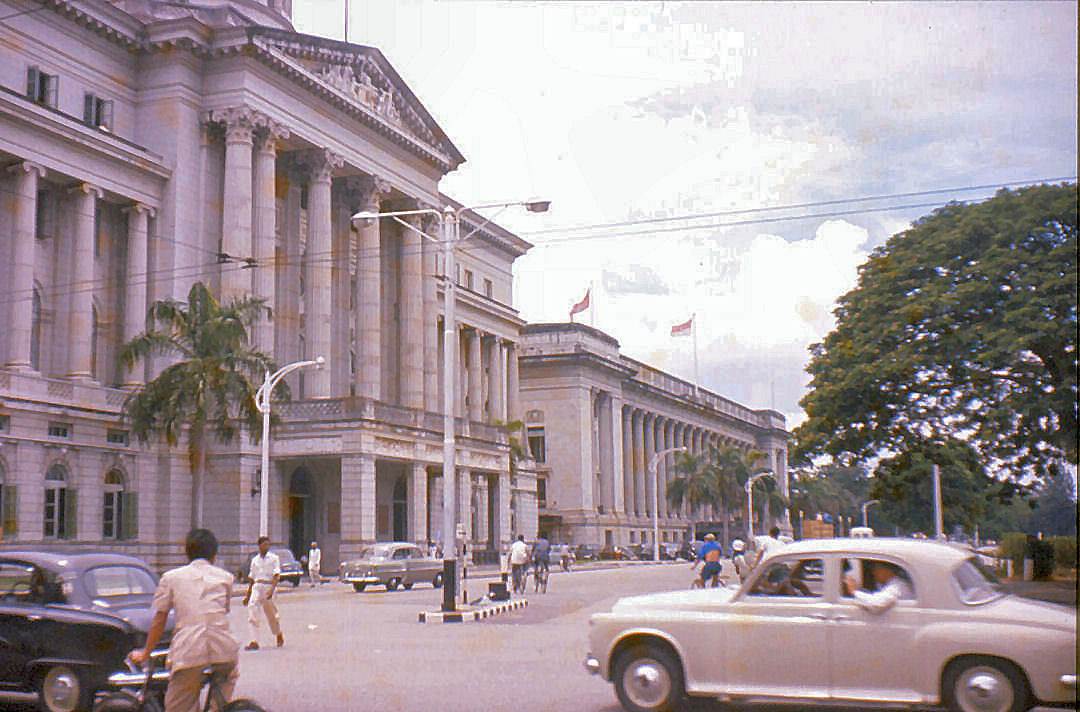